# Szobi kistérség
A Szobi kistérség kistérség Pest megyében, központja: Szob.

## Települései
| Bernecebaráti | Ipolydamásd  | Ipolytölgyes | Kemence   | Kóspallag |
| Letkés        | Márianosztra | Nagybörzsöny | Perőcsény | Szob      |
| Tésa          | Vámosmikola  | Zebegény     |           |           |

## Fekvése
Közép-magyarországi Régió északi csücskében található a Szobi kistérség, amelyet az Ipoly, a Duna és a Börzsöny alkotta természetes határok vesznek körül.

## Lakónépesség alakulása
| Település     | Lélekszám (2009) |
| ------------- | ---------------- |
| Szob          | 2 986            |
| Vámosmikola   | 1 648            |
| Zebegény      | 1 181            |
| Letkés        | 1 153            |
| Kemence       | 1 010            |
| Márianosztra  | 937              |
| Bernecebaráti | 860              |
| Nagybörzsöny  | 784              |
| Kóspallag     | 783              |
| Ipolytölgyes  | 476              |
| Ipolydamásd   | 354              |
| Perőcsény     | 349              |
| Tésa          | 84               |
| Összesen      | 12 605           |

## Külső hivatkozások
- A területfejlesztési társulás honlapja
- Vezérmegye.hu – Pest megyei hír- és szolgáltató portál
- Szobi Köztér
- szob.lap.hu